# Leśniczka czarnogłowa
Leśniczka czarnogłowa (Hylophylax naevioides) – gatunek małego ptaka z rodziny chronkowatych (Thamnophilidae). Zasiedla Amerykę Centralną oraz północno-zachodnią część Ameryki Południowej. Nie jest zagrożony.

## Podgatunki i zasięg występowania
Wyróżnia się dwa podgatunki H. naevioides:
- H. n. capnitis (Bangs, 1906) – wschodni Honduras do zachodniej Panamy
- H. n. naevioides (Lafresnaye, 1847) – wschodnia Panama do zachodniego Ekwadoru. Proponowany podgatunek subsimilis, który rzekomo miałby obejmować populacje z nizin zachodniej Kolumbii, uznany za jego synonim.

## Morfologia
Długość ciała wynosi 11–12 cm, masa ciała 15–18 g. Samiec cechuje się ciemnoszarą głową, kasztanowatym grzbietem i pręgami na skrzydłach oraz białym, ciemno plamkowanym spodem ciała. Samica ma brązową głowę i jaśniejsze plamy.

## Ekologia i zachowanie
Środowiskiem życia tego gatunku są wilgotne lasy równikowe i wysokie lasy wtórne, rosnące na nizinach i pogórzu.
Ptaki te parami albo w grupach rodzinnych podążają za mrówkami wojownicami. Łowią wtedy wypłoszone przez mrówki owady i inne bezkręgowce. Muszą ustępować większym ptakom.

## Status
Międzynarodowa Unia Ochrony Przyrody (IUCN) uznaje leśniczkę czarnogłową za gatunek najmniejszej troski (LC – least concern) nieprzerwanie od 1988 roku. W 2022 roku organizacja Partners in Flight szacowała liczebność populacji na 500 000 – 4 999 999 dorosłych osobników. Ptak ten opisywany jest jako dość pospolity. Trend liczebności populacji uznawany jest za spadkowy ze względu na utratę siedlisk.